# Jinxiu
Jinxiu är ett autonomt härad för yaofolket som lyder under Laibins stad på prefekturnivå i den autonoma regionen Guangxi i sydligaste Kina. Det ligger omkring 240 kilometer nordost om regionhuvudstaden Nanning.